# Palanas
Palanas es un municipio filipino de cuarta clase, perteneciente a la provincia de Masbate, en la región de Bicolandia.

## Geografía
El municipio se encuentra en la isla de Masbate.

## Historia
Hacia mediados del siglo XIX, el lugar, por entonces perteneciente a la comandancia de Masbate y Ticao, tenía contabilizada una población de 1032 habitantes, repartidos en 172 casas. Aparece descrito en el segundo volumen del Diccionario geográfico, estadístico, histórico de las Islas Filipinas (1851) de Manuel Buzeta Núñez y Felipe Bravo con las siguientes palabras:

PALANAS: pueblo con cura y gobernadorcillo, en la isla de Masbate, comandancia militar de este nombre, dióc. de Nueva Cáceres; sit. en los 127° 35' long. 12° 9' lat. á la orilla de un rio, junto á su desagüe en el mar, por la costa N. E. de la isla, terreno llano y clima benigno. Tiene 172 casas, la parroquial y la de comunidad, donde está la cárcel. Hay una iglesia parroquial servida por unc ura secular, y una escuela de instruccino primaria con una dotacion de los fondos de comunidad. Confina el term. por O. con el de Mobo que dista unas 5 1/2 leg., al N. N. O.; y por S. N. y E. con el mar. Al N. O. sobre la costa y en la playa de la ensenada que le da nombre, se encuentra la visita de Naro, distante 1 1/2 leg., al N. de esta otra en la punta de Afig, y al O. de Naro se halla la de Uson, tambien sobre la playa de la ensenada á que da nombre. El ter. es montuoso y por él corren algunos rios que lo fertilizan. Sus prod. son arroz, maiz, caña dulce, frutas y legumbres. ind. Los naturales se dedican con especialidad á la agricultura, lavado de las arenas para la estraccion de las partículas de oro que estas arrastran y fabricacion de telas de algodon y abaca. pobl. 1032 almas y en 1845 pagaba 277 trib. que hacen 2,770 rs. de plata.
(Buzeta y Bravo, 1851, p. 377)

En 2020, tenía censados 27 322 habitantes.